# Henri-Paul Eydoux
Pour les articles homonymes, voir Eydoux.
Henri-Paul Denis Eydoux, né le 16 mars 1907 à Tarbes, et mort le 7 mai 1986 dans le 13e arrondissement de Paris, est un haut fonctionnaire français, homme de lettres et résistant.

## Biographie

### Famille, études et début de carrière
Il est le fils de Denis Eydoux, professeur d’hydraulique et directeur des études de l’École polytechnique de 1925 à 1941, et le petit-neveu du général Joseph-Paul Eydoux.
Diplômé de l'École libre des sciences politiques, il devient en 1933 attaché à l’Office du gouvernement général de l’Algérie, à Paris.

### Seconde guerre mondiale
Il est mobilisé au sein du 4e RIC en 1939, et est fait prisonnier après des combats en Seine-Maritime.
Libéré au titre d'un engagement au sein de l'armée d'armistice au Levant, il est affecté au 21e RIC mais ne rejoint pas le Levant, conquis mi-juillet 1941 par les alliés.
Par la suite, il s'engage dans la Résistance intérieure (réseau du musée de l'Homme et confrérie notre-Dame)
Recherché par la police allemande après le démantèlement du réseau, il rejoint l'Algérie en juillet 1943 où il est chargé, au sein du Bureau central de renseignements et d'action (BCRA), d’accueillir et d’interroger les Français arrivant de la métropole.
Le 18 août 1944, il débarque en Provence avec l’armée De Lattre, puis, après des combats notamment à Marseille où il est cité à l'ordre de la division, et cité avec palme par l’armée américaine, il contribue à mettre en place l'administration du gouvernement provisoire.
De 1944 à 1946, il est sous-directeur des renseignements généraux.

### Après-guerre
En 1946, il est envoyé en Allemagne occupée en tant que directeur de la sûreté du Würtemberg.
Par la suite, affecté au haut-commissariat de la France en Allemagne, au sein des affaires culturelles, il met en place le service de récupération des œuvres d’art enlevées par les nazis.
Il est réaffecté en France en 1952 en tant que directeur de la police de l'air et des frontières.
En 1954, il est appelé par Jacques Soustelle, nouveau gouverneur général de l’Algérie comme conseiller technique, responsable des relations entre la police et l'Armée.
Revenu en métropole, il devient en 1957 directeur de l'école nationale supérieure de la Police, à Saint-Cyr-au-Mont-d'Or, puis, en 1958, membre du cabinet de Jacques Soustelle, ministre de l'Information.
Il effectue un second séjour algérien auprès de Soustelle, alors ministre du Sahara, durant lequel il est chargé de la mise en place des nouveaux départements du sud-algérien.
En 1962, bien qu'il ne se soit jamais rapproché de l'OAS, il est mis en disponibilité en raison de sa proximité avec Jacques Soustelle.
Il meurt le 7 mai 1986 dans le 13e arrondissement de Paris.

## Œuvre littéraire et érudite
Durant sa carrière de haut fonctionnaire, il publie plusieurs ouvrages de vulgarisation d'histoire et d'archéologie. À partir de 1962, il se consacre exclusivement à son œuvre littéraire qui comprend une quarantaine de volumes dans trois domaines : l'histoire et la géographie de l'Afrique, l'archéologie (en particulier celle de la Gaule romaine) et l'architecture (médiévale et moderne). Ses ouvrages, à fort tirage, permettent une vulgarisation de l'archéologie à l'attention d'un public cultivé.
Il reçoit en 1963 le grand prix Gobert pour La France antique. En 1969, Châteaux fantastiques, publié en cinq volumes, contribue à faire connaître de nombreux châteaux forts tombés dans l'oubli dont les châteaux cathares que seuls connaissaient et visitaient quelques érudits. Preuve de son attachement aux châteaux de l'Aude, Henri-Paul Eydoux est d'ailleurs enterré dans le cimetière de Duilhac-sous-Peyrepertuse, au pied du château de Peyrepertuse qu'il contribua à faire connaître du grand public.

## Publications
- Savorgnan de Brazza, Larousse, Paris, 1932
- L'Exploration du Sahara, Gallimard, Paris 1938
- L'Homme et le Sahara, ibid., 1943
- Das Cisterzienkloster Bebenhausen, Tübingen, 1950
- L'Architecture des églises cisterciennes d'Allemagne, PUF, Paris, 1952
- SOS Algérie, 1956 (sous le pseudonyme de Jean Douxey)
- L'Église abbatiale de Morimond, Rome, 1958
- Monuments et trésors de la Gaule. Les récentes découvertes archéologiques, Plon, Paris, 1958
- Cités mortes et lieux maudits de France, ibid., 1958
- Lumières sur la Gaule, ibid., 1960
- Hommes et dieux de la Gaule, ibid., 1961
- Résurrection de la Gaule, ibid., 1961
- La France antique, ibid. 1962 (deuxième Prix Gobert)
- L'histoire arrachée à la terre, Fayard, Paris, 1962
- Révélations de l'archéologie, Gauthier-Languereau, Paris, 1963
- Réalités et énigmes de l'archéologie, Plon, 1964
- Les Grandes Dames de l'archéologie, ibid., 1964
- Les Terrassiers de l'histoire, ibid., 1966
- À la découverte des mondes perdus, Larousse, 1967 (traduit en anglais In search of lost worlds, 1972)
- Châteaux fantastiques, 5 vol., Flammarion, Paris, 1969-1974
- L’archéologie, résurrection du passé, Librairie Académique Perrin, Paris, 1970
- Les Grandes Découvertes archéologiques en Gaule, ibid., 1971
- Saint-Louis et son temps, Larousse, 1971
- Les Grandes Heures du Languedoc, Librairie académique Perrin, 1973
- Monuments curieux et sites étranges, ibid., 1974, Monuments méconnus, 6 vol., ibid., 1975-1983
- Les Châteaux du Soleil, forteresses et guerres des croisés, ibid., 1982
- L’Archéologie, histoire des découvertes, Larousse, 1985
- L’Histoire arrachée à la terre
- Les Monuments méconnus, Paris et Île-de-France, vol. 1, Librairie académique Perrin, 1975[6]
- Les Monuments méconnus, Paris et Île-de-France, vol. 2, Librairie académique Perrin, 1977[6]
- Les Monuments méconnus, Provence, vol. 3, Librairie académique Perrin, 1978[6]
- Les Monuments méconnus, Languedoc et Roussillon, vol. 4, Librairie académique Perrin, 1979[6]
- Les Monuments méconnus, Provence, vol. 5, Librairie académique Perrin, 1980[6]
- Les Monuments méconnus, Pays de la Loire, vol. 6, Librairie académique Perrin, 1983[6]
- Promenades en Provence
- Promenades dans la France antique

## Archives
- Fonds Henri-Paul Eydoux sur l'Algérie de 1942 à 1962, Archives nationales, cote 546AP (description PDF p.10)
- Les papiers personnels de Henry-Paul Eydoux sont conservés aux Archives nationales, site de Pierrefitte-sur-Seine, sous la cote 546AP : Inventaire du fonds.

## Décorations
- Officier de la Légion d'honneur (décret du 19 juin 1959)
- Croix de guerre 1939-1945, cité à l'ordre de la division (décision du 27 décembre 1945)

 Médaille de la Résistance française, avec rosette (décret du 11 mars 1947)
Officier des palmes académiques (arrêté du 15 décembre 1950) 
- Médaille des évadés (décret du 13 septembre 1949)
- chevalier du Mérite agricole (arrêté du 16 janvier 1956)
- Commandeur du Nichan El Anouar (décret du 26 octobre 1960)
- chevalier de la Couronne de Roumanie (décret du 7 décembre 1927)
- Médaille de la Liberté avec palme (décision du 8 octobre 1946)